# Володино (Джанкойский район)
Воло́дино (до 1948 года совхоз Кирк-Ишу́нь укр. Володине, крымскотат. Küçük Qırq İşün, Кучюк Къыркъ Ишюн) — посёлок в Джанкойском районе Республики Крым, входит в состав Яснополянского сельского поселения (согласно административно-территориальному делению Украины — Яснополянского сельского совета Автономной Республики Крым).

## Население
| 2001 | 2014 |
| ---- | ---- |
| 15   | ↘0   |

### Динамика численности
| - 1805 год — 148 чел. - 1864 год — 12 чел. - 1889 год — 61 чел. - 1900 год — 50 чел. - 1915 год — 73/6 чел. - 1926 год — 48 чел. | - 1939 год — 136 чел. - 1989 год — 18 чел. - 2001 год — 15 чел. - 2009 год — 18 чел. - 2014 год — 0 чел. |

## Современное состояние
На 2017 год в Володино числится 1 улица — Гоголя; на 2009 год, по данным сельсовета, село занимало площадь 4,4 гектара на которой, в 4 дворах, проживало 18 человек.

## География
Володино — село на северо-западе района, в присивашской степи, в безымянной балке (сейчас — коллектор Северо-Крымского канала), впадающей в Сиваш, высота центра села над уровнем моря — 7 м. Ближайшие сёла: Рюмшино — в 3,7 километра на северо-восток, Яснополянское в 4 километрах на восток и Солонцовое в 4,5 километрах на юг. Расстояние до райцентра — около 34 километров (по шоссе), ближайшая железнодорожная станция — Солёное Озеро — примерно 24 километра.

## История
Идентифицировать Кирк-Ишунь среди, зачастую сильно искажённых, названий деревень в Камеральном Описании Крыма… 1784 года пока не удалось, возможно, это Кырк Хаджи Сакал кадылыка Перекопского каймаканства. После присоединения Крыма к России (8) 19 апреля 1783 года, (8) 19 февраля 1784 года, именным указом Екатерины II сенату, на территории бывшего Крымского Ханства была образована Таврическая область и деревня была приписана к Перекопскому уезду. После Павловских реформ, с 1796 по 1802 год, входила в Перекопский уезд Новороссийской губернии. По новому административному делению, после создания 8 (20) октября 1802 года Таврической губернии, Кирк-Ишунь был включён в состав Биюк-Тузакчинской волости Перекопского уезда.
По Ведомости о всех селениях в Перекопском уезде состоящих с показанием в которой волости сколько числом дворов и душ… от 21 октября 1805 года, в деревне Кир-Ишунь числилось 25 дворов, 148 крымских татар и 1 ясыр.
На военно-топографической карте генерал-майора Мухина 1817 года деревня Кирк ушюнь обозначена с 30 дворами. После реформы волостного деления 1829 года Джантуган, согласно «Ведомости о казённых волостях Таврической губернии 1829 года», остался в составе Тузакчинской волости. На карте 1836 года в деревне 17 дворов. Затем, видимо, в результате эмиграции крымских татар, деревня заметно опустела и на карте 1842 года Кыр Уйшунь обозначена условным знаком «малая деревня», то есть, менее 5 дворов.
В 1860-х годах, после земской реформы Александра II, деревню приписали к Ишуньской волости. В «Списке населённых мест Таврической губернии по сведениям 1864 года», составленном по результатам VIII ревизии 1864 года, Кыр-Ишунь — владельческая деревня, с 2 дворами, 12 жителями и мечетью. На трёхверстовой карте 1865—1876 года на месте деревни господский двор Кыр Уйшунь. Согласно «Памятной книжке Таврической губернии за 1867 год», деревня была покинута жителями в 1860—1864 годах, в результате эмиграции крымских татар, особенно массовой после Крымской войны 1853—1856 годов, в Турцию и оставалась в развалинах. По «Памятной книге Таврической губернии 1889 года», по результатам Х ревизии 1887 года, в деревне Кыр-Ишунь, видимо, уже заселённой выходцами из материковой России, числилось 8 дворов и 61 житель.
После земской реформы 1890 года Кирк отнесли к Богемской волости.
В «…Памятной книжке Таврической губернии на 1892 год» в сведениях о Богемской волости никаких данных о деревне, кроме названия, не приведено. По «…Памятной книжке Таврической губернии на 1900 год» на хуторе Кир-Ишунь числилось 50 жителей в 1 дворе. По Статистическому справочнику Таврической губернии. Ч.II-я. Статистический очерк, выпуск пятый Перекопский уезд, 1915 год, в экономии Кырк-Ишунь 1-й (Важничего) Богемской волости Перекопского уезда числилось 2 двора, 20 приписных жителей и 6 — «посторонних», без указания национальностей. В экономии Кирк-Ишунь, также Важничего, 1 двор с русским населением в количестве 52 приписных жителей.
После установления в Крыму Советской власти, по постановлению Крымревкома от 8 января 1921 года № 206 «Об изменении административных границ» была упразднена волостная система и в составе Джанкойского уезда был создан Джанкойский район. В 1922 году уезды преобразовали в округа. 11 октября 1923 года, согласно постановлению ВЦИК, в административное деление Крымской АССР были внесены изменения, в результате которых округа были ликвидированы, основной административной единицей стал Джанкойский район и село включили в его состав. Согласно Списку населённых пунктов Крымской АССР по Всесоюзной переписи 17 декабря 1926 года, в составе упразднённого к 1940 году Тереклынского сельсовета Джанкойского района входили 2 хутора Кирк-Ишунь (I и II): в обеих числилось 14 дворов, все крестьянские, население составляло 48 человек, из них 40 русских, 7 украинцев, 1 записан в графе «прочие». По данным всесоюзная перепись населения 1939 года в селе проживало 136 человек.
В 1944 году, после освобождения Крыма от фашистов, 12 августа 1944 года было принято постановление № ГОКО-6372с «О переселении колхозников в районы Крыма» и в сентябре 1944 года в район приехали первые новоселы (27 семей) из Каменец-Подольской и Киевской областей, а в начале 1950-х годов последовала вторая волна переселенцев из различных областей Украины. С 25 июня 1946 года Кирк-Ишунь в составе Крымской области РСФСР. Указом Президиума Верховного Совета РСФСР от 18 мая 1948 года, безымянный населённый пункт совхоза Кирк-Ишунь переименовали в Володино. 26 апреля 1954 года Крымская область была передана из состава РСФСР в состав УССР. Время включения в Целинный сельсовет пока не установлено: на 15 июня 1960 года село уже числилось в его составе. В 1975 году создан Яснополянский сельсовет, в который вошло Володино. По данным переписи 1989 года в селе проживало 18 человек. С 12 февраля 1991 года село в восстановленной Крымской АССР, 26 февраля 1992 года переименованной в Автономную Республику Крым. С 21 марта 2014 года — в составе Республики Крым России.